# Sur 3ra. Sección
Sur 3ra. Sección är en ort i Mexiko.   Den ligger i kommunen Comalcalco och delstaten Tabasco, i den sydöstra delen av landet, 600 km öster om huvudstaden Mexico City. Sur 3ra. Sección ligger 17 meter över havet och antalet invånare är 735.
Terrängen runt Sur 3ra. Sección är mycket platt. Runt Sur 3ra. Sección är det ganska tätbefolkat, med 166 invånare per kvadratkilometer. Närmaste större samhälle är Comalcalco, 9,2 km norr om Sur 3ra. Sección. Trakten runt Sur 3ra. Sección består till största delen av jordbruksmark.